# Ingrid Barkmann
Ingrid Barkmann (* 1930) ist eine deutsche Schauspielerin, Kabarettistin und Hörspielsprecherin.

## Leben
Über das Leben der 1930 geborenen Ingrid Barkmann sind nur lückenhafte Informationen vorhanden. In mehreren Produktionen der DDR-Filmgesellschaft DEFA und dem Deutschen Fernsehfunks (ab 1972 Fernsehen der DDR) stand sie vor der Kamera. Zusätzlich wirkte sie als Kabarettistin und  Hörspielsprecherin.

## Filmografie
- 1954: Pole Poppenspäler
- 1955: Der Ochse von Kulm
- 1961: Der Fall Gleiwitz
- 1962: Die Jagd nach dem Stiefel
- 1962: Die letzte Chance (Fernsehfilm)
- 1963: Geheimnis der 17
- 1976: Polizeiruf 110: Bitte zahlen (Fernsehreihe)
- 1976: Daniel Druskat (Fernseh-Fünfteiler, 2 Teile)
- 1978: Rentner haben niemals Zeit (Fernsehserie, 1 Episode)
- 1979: Nachtspiele
- 1981: Jockei Monika (Fernsehserie, 1 Episode)
- 1984: Polizeiruf 110: Freunde
- 1985: Die Leute von Züderow (Fernsehserie, 1 Episode)
- 1985: Polizeiruf 110: Ein Schritt zu weit
- 1986: Polizeiruf 110: Parkplatz der Liebe
- 1987: Polizeiruf 110: Im Kreis
- 1988: Barfuß ins Bett (Fernsehserie, 4 Episoden)
- 1989: Polizeiruf 110: Variante Tramper
- 1989: Flugstaffel Meinecke (Fernsehserie, 1 Episode)
- 1990: Barfuß ins Bett (Fernsehserie, 5 Episoden)
- 1990: Spreewaldfamilie (Fernsehserie, 1 Episode)
- 1991: Feuerwache 09 (Fernsehserie, 1 Episode)

## Theater
- 1962: Autorenkollektiv: Seid lachsam, Kollegen – Regie: Willi Porath (Kabarettgruppe der Konzert- und Gastspieldirektion)
- 1964: Autorenkollektiv: Berliner Weiße mit Schuß – Regie: ? (Kabarettgruppe der Konzert- und Gastspieldirektion)

## Hörspiele
- 1987: Georg Hirschfeld: Pauline – Regie: Werner Grunow (Hörspiel – Rundfunk der DDR)
- 1991: Jan Eik: Heimkehr – Regie: Werner Grunow (Kriminalhörspiel – Rundfunk der DDR)
- 1991: Waldemar Bonsels: Die Biene Maja (Biene) – Regie: Werner Grunow (Kinderhörspiel – Funkhaus Berlin)
- 1995: Ljudmila Petruschewskaja: Die Geschichte von den zwei Schwestern (Rosa, alt) – Regie: Karlheinz Liefers (Kinderhörspiel – DLR)
- 1995: Gerhard Rentzsch: Noch einmal: Traudel und Luise – Drei Jahre später (Frau am Schalter) – Regie: Fritz Göhler (Hörspiel – DLR/MDR)
- 1995: Volksmärchen: Grüne Feigen – Regie: Albrecht Surkau (Kinderhörspiel – DLR)